# 장인 (기능직)

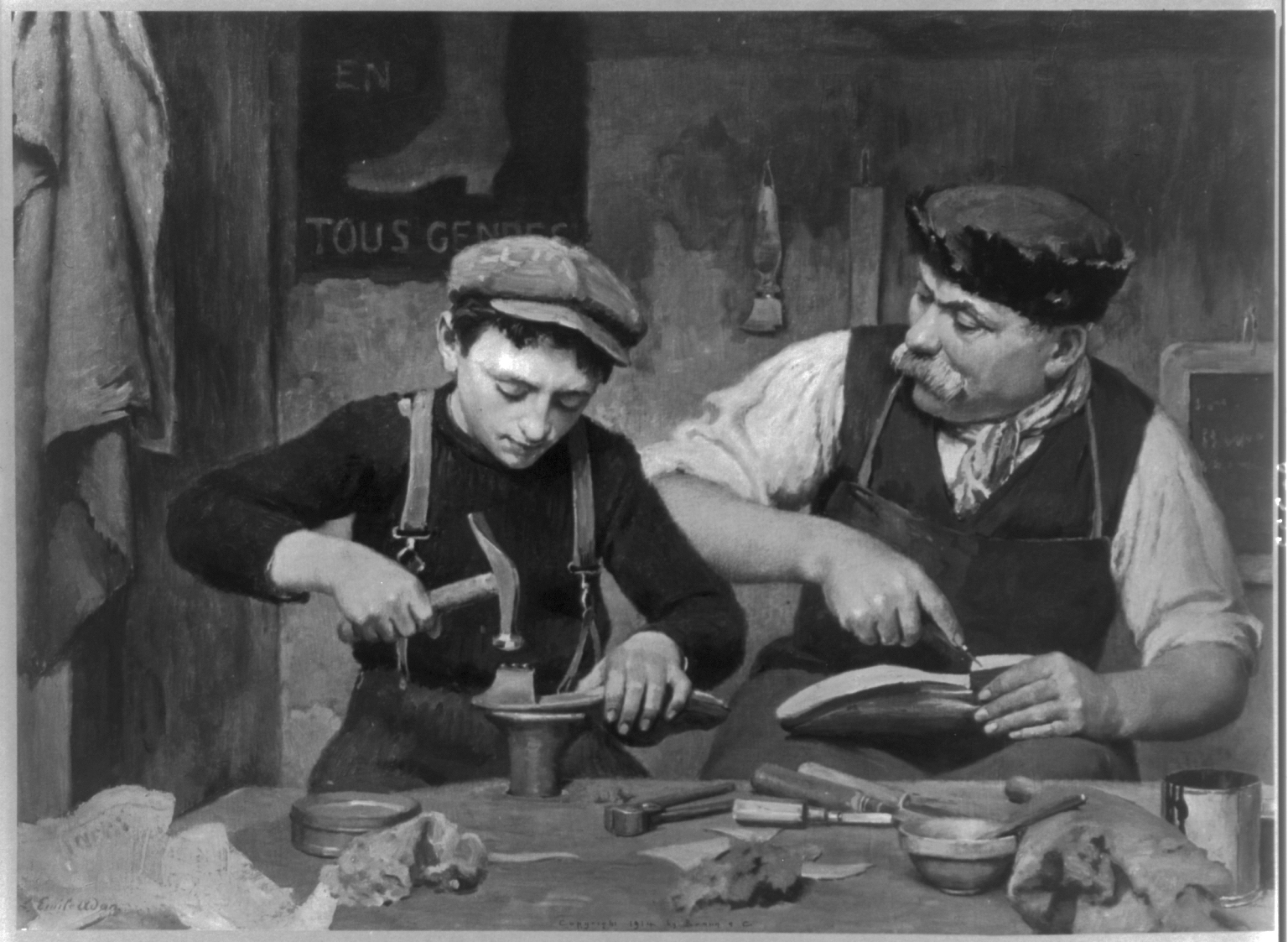
제화 장인(오른쪽)과 도제(왼쪽).

장인(匠人, 영어: master 마스터[*], 독일어: Meister 마이스터[*])은 길드의 정회원으로서 도제를 거느린 고급기술인을 말한다. 중세 유럽의 길드 시스템은 장인의 제자인 도제가 직인을 거쳐 새로운 장인이 되는 시스템이었으며, 직인이 장인으로 인정받기 위해서 길드에 제출하는 작품을 Masterpiece라고 했다. 마스터피스가 길드의 기존 장인들에게 인정받지 못한 직인은 장인으로 인정받지 못했고, 길드의 정회원이 될 수도 없었다.
오늘날에도 독일과 영국 등 일부 국가에 장인 제도가 존재한다.

## 같이 보기
- 길드